# 王慧敏 (1965年)
王慧敏（1965年12月—），男，汉族，河南洛阳人，中华人民共和国政治人物。

## 生平
1988年毕业于兰州大学新闻系新闻专业，1994年取得武汉大学新闻系新闻专业硕士学位。
2009年6月任人民日报社浙江分社社长，2018年7月任人民日报社经济社会部主任。2019年8月，任人民日报社编委委员、海外版编辑部总编辑。
2021年5月任光明日报总编辑。